# Famille de Mayenne
 (juillet 2024).
Si vous disposez d'ouvrages ou d'articles de référence ou si vous connaissez des sites web de qualité traitant du thème abordé ici, merci de compléter l'article en donnant les références utiles à sa vérifiabilité et en les liant à la section « Notes et références ».
La famille de Mayenne est une famille qui a marqué l'histoire de France.

## Première Maison de Mayenne (historicité discutée)
Pour l'abbé Angot, Mayenne a cet avantage, au point de vue de la clarté historique, qu'un texte écrit vient corroborer à son sujet les données générales de l'histoire. Le procès est donc jugé pour lui sous ce rapport : il n'y a point de seigneur de Mayenne avant Geoffroy, fils d'Hamon.
L'abbé Angot apporte une preuve indirecte de ce fait acquis, en montrant comment s'est formée la légende qui prétendrait donner à Mayenne plusieurs générations de seigneurs antérieurs à la féodalité héréditaire.

## Branche d'Avaugour
```
Alain II d'Avaugour

x Clémence de Dinan
│
├─>
Henri III d'Avaugour
  (
1260
-
1301
)
│  X  
Marie de Beaumont de Brienne

│  │
│  ├─> 
Henri IV d'Avaugour
 (
1280
-
1334
)
│  │  X Jeanne d'Harcourt
│  │  │
│  │  ├─> 
Jeanne d'Avaugour
 (
1300
-
1327
)
│  │  │  X 
Guy VII de Bretagne
, comte de Penthièvre et vicomte de Limoges
│  │  │  │
│  │  │  ├─> 
Jeanne de Penthièvre
, 
la boiteuse
 (
1319
-
1384
)
│  │  │  │  X 
Charles de Blois
 (
1319
-
1364
)
```

## Personnalités
- Liste des seigneurs de Mayenne